# Tom Ford (marca)
Tom Ford (estilizada TOM FORD) é uma marca italiana de alta-costura fundada em 2005 pelo conceituado designer Tom Ford. É sobretudo conhecida pelos seus fatos bespoke, bem como calçado, acessórios, malas, e fragrâncias.